# Georgetown (hrabstwo Price)
Georgetown – miasto w Stanach Zjednoczonych, w stanie Wisconsin, w hrabstwie Price.